# María Hede
María Hede (n. 1967) es una escritora sueca. Se crio en Estocolmo y Norrköping. Su nombre completo es ahora María Hede Eriksson.

## Obras
María Hede debutó en 1987 con su novela Evelyn Spöke (Miradas en el espejo, en español) que, a forma de diario personal, relata la vida de una muchacha anoréxica en la escuela secundaria. Miradas en el espejo es, probablemente, la obra de Hede que tuvo mayor impacto. El libro también ha sido traducido a varios idiomas, incluyendo alemán, danés, noruego y español. La novela sería reconocida definitivamente en la literatura autobiográfica sueca, foros de Internet y artículos relacionados con la anorexia. Fue ampliamente comentada en los medios de comunicación en cuestión. Hede, que llamaba a su novela como una obra literaria terrorista, la describió en las entrevistas como franca y de libre divulgación. Más tarde, Hede fue contratada como redactora en la prensa durante un período. 
En 1994 se publicó Det svåra valet - en bok om abort (La difícil decisión: un libro sobre el aborto) con Maria Hede como escritora y editora. Otros participantes fueron los escritores y periodistas Nina Lekander, Mian Lodalen y Nina Yderberg. 
En el año 2000, Hede publicó su segunda novela ...Y me convertiré en un hermoso cadáver. La acción gira en torno a la misma persona (Evelyn) que narra la primera novela Miradas en el espejo y se lleva a cabo alrededor de cinco años más tarde. En la escuela secundaria los muchachos han tenido tiempo para convertirse en adultos jóvenes. Evelyn, que ahora tiene una buena educación artística, se sobrepuso a la anorexia. Pero los demonios están atacando a los nuevos personajes, y Evelyn se hunde en el abuso del alcohol y las pastillas.